# Regatul Unit la Concursul Muzical Eurovision
Regatul Unit a participat pentru prima dată la Concursul Muzical Eurovision în anul 1957, al doilea concurs din istoria Eurovision. BBC a dorit să participe la primul concurs din anul 1956, dar din cauza întârzierii alegerii reprezentantului, aceasta nu a mai participat. Regatul Unit a participat în fiecare an, cu excepția anului 1958 și a câștigat concursul de cinci ori, fiind printre primele națiuni din acest punct de vedere. Prima victorie a venit în anul 1967 cu melodia „Puppet on a String” interpretată de Sandie Shaw. Totuși renumele Regatului Unit a scăzut în timp, ultima victorie fiind obținută în 1997, iar ultimul loc pe podium venind în 2002. Din 2000. Regatul Unit a mai reușit o singură clasare în top 10, în 2009, pe locul 5, clasându-se inclusiv pe ultimul loc în 2003, 2008, 2010, 2019 și 2021.
Între 1957 și 2013 Regatul Unit a acumulat 3800 de puncte, fiind țara cu cel mai mare punctaj din istorie. Regatul Unit deține de asemenea recordul pentru cele mai multe locuri doi, de nu mai puțin de 15 ori.

## Participări

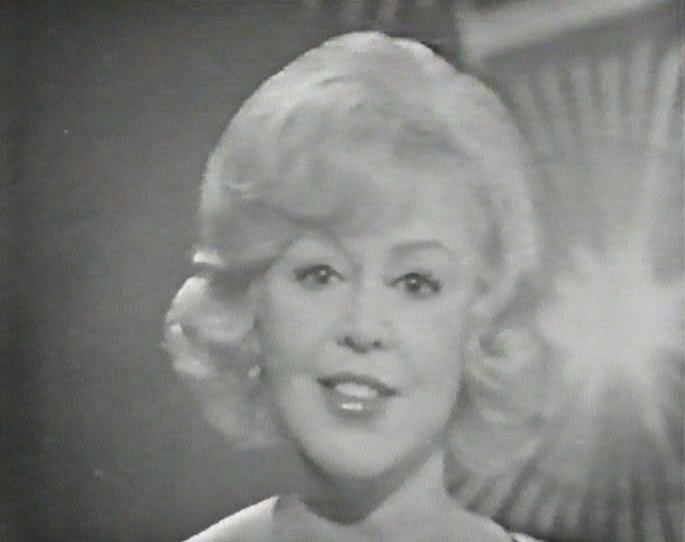
Kathy Kirby la Napoli (1965)

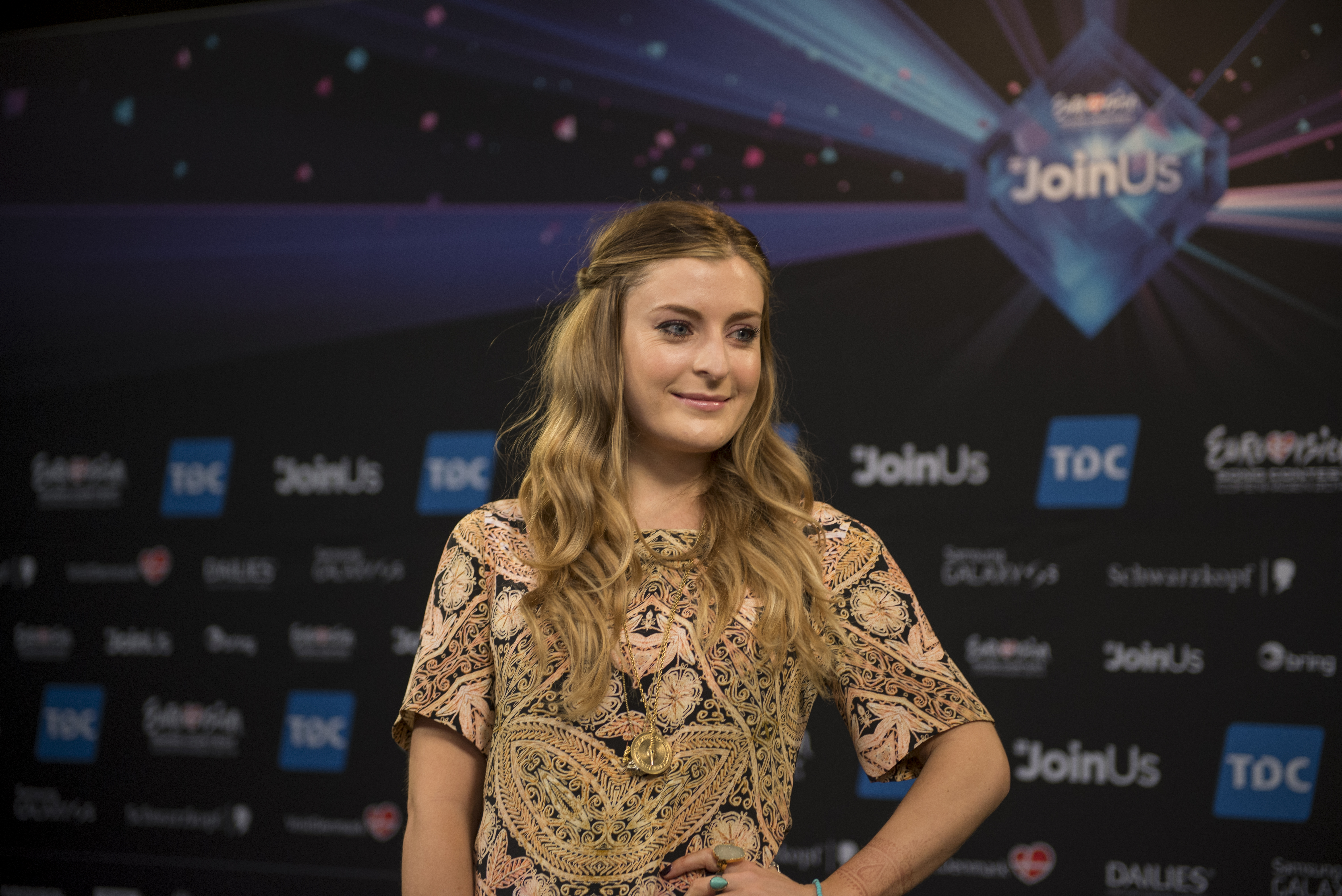
Molly Smitten-Downes la Copenhaga (2014)

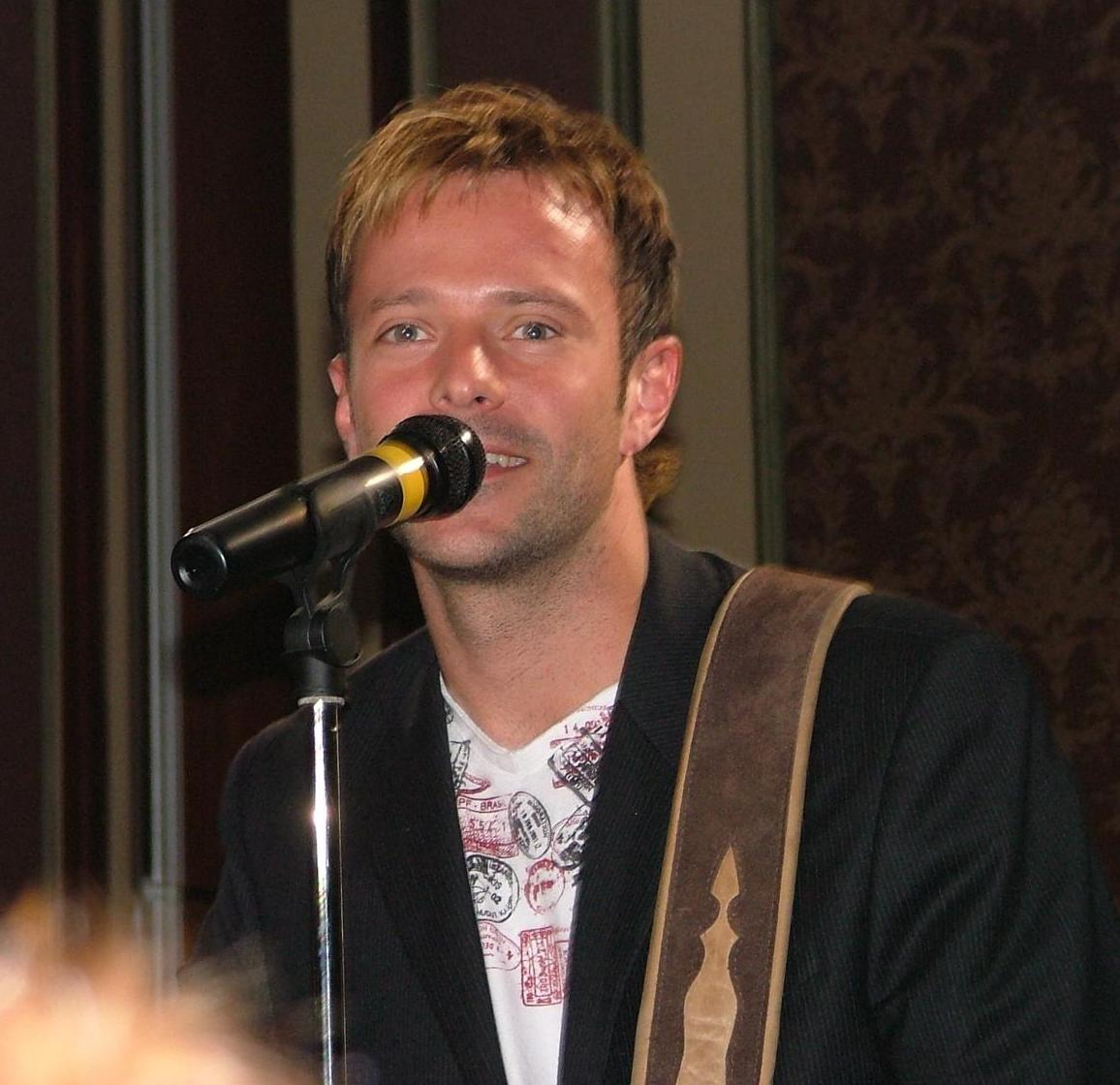
James Fox la Istanbul (2004)

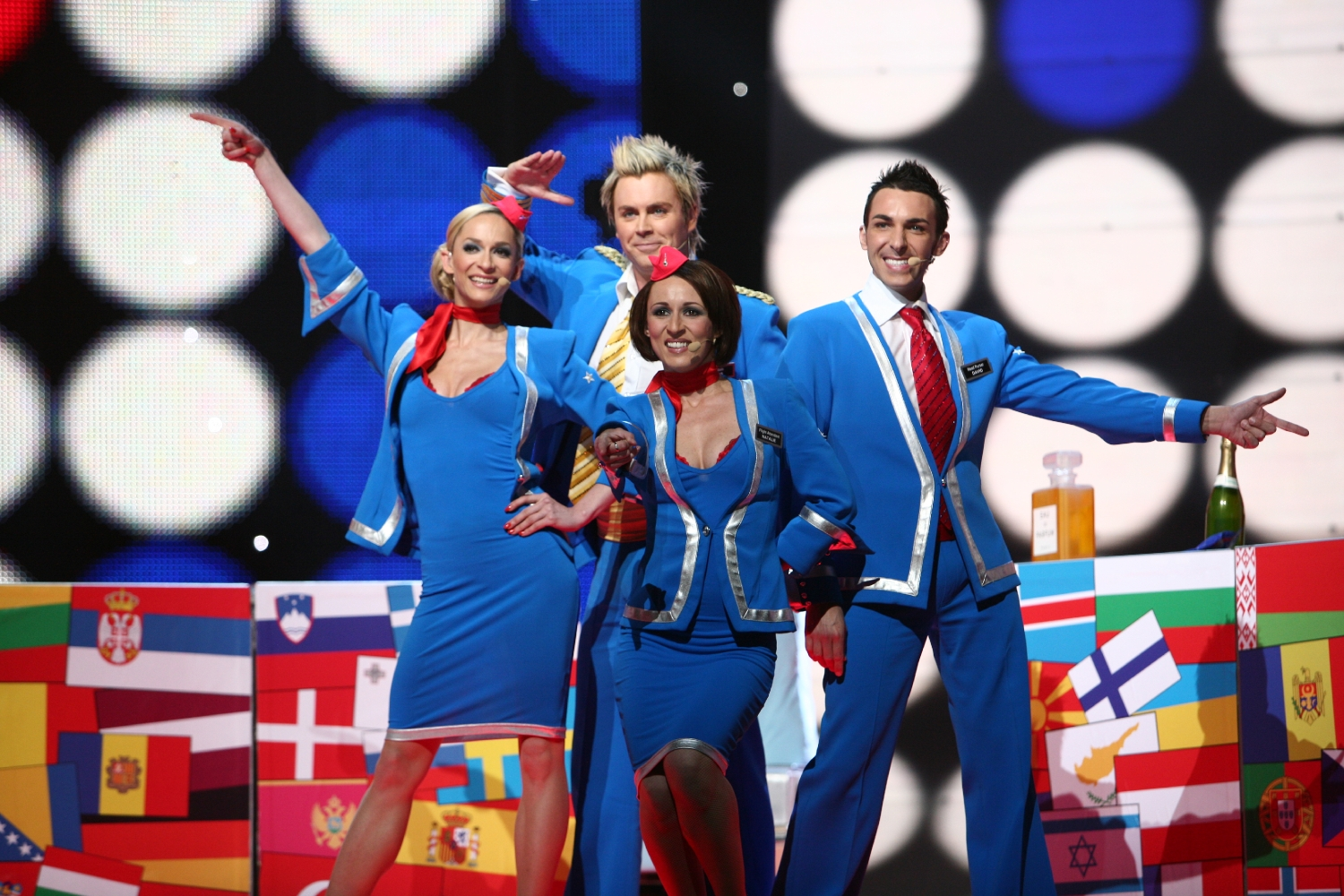
Scooch la Helsinki (2007)

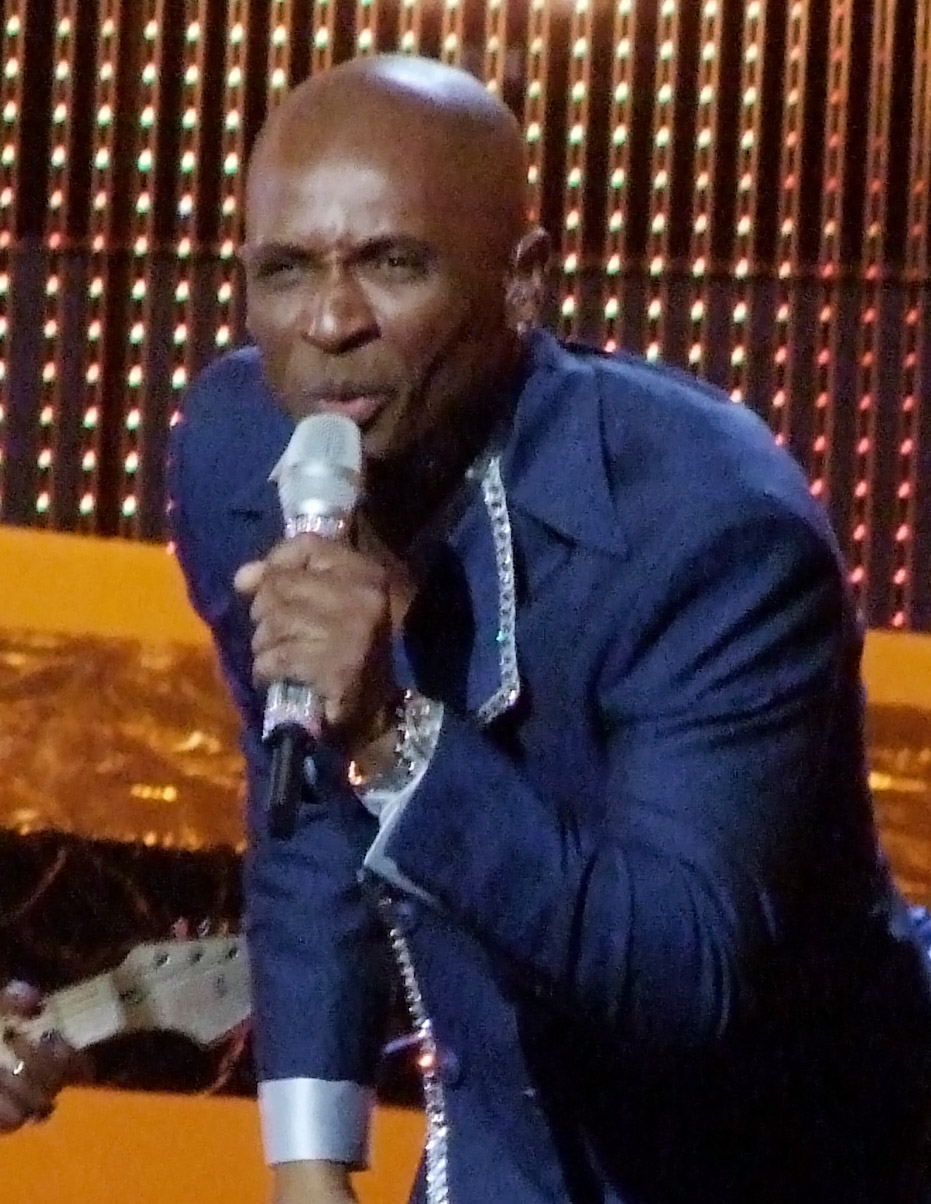
Andy Abraham la Belgrad (2008)

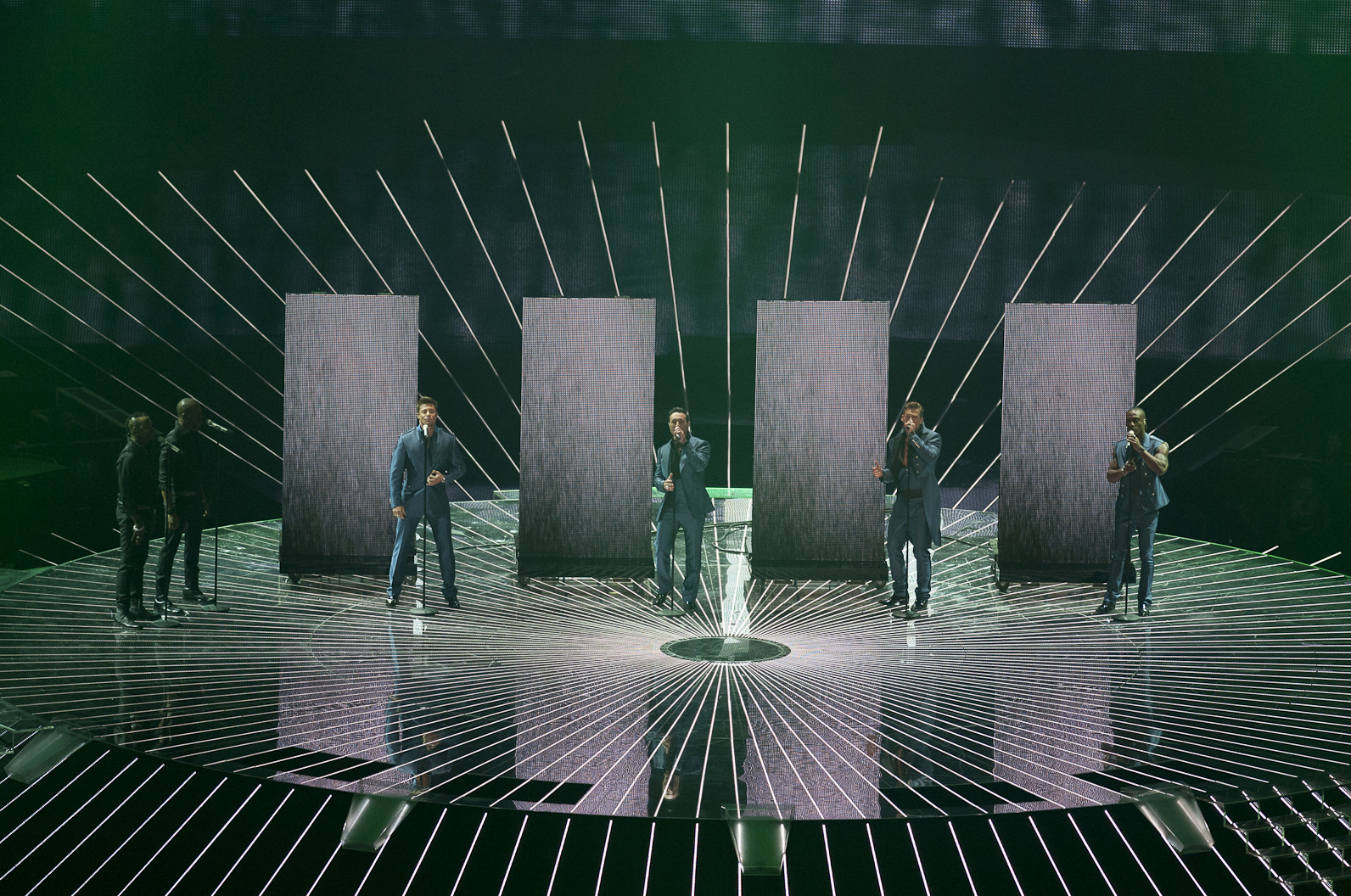
Blue la Düsseldorf (2011)

| An   | Gazdă      | Artist                       | Cântec                                 | Finală | Puncte |
| ---- | ---------- | ---------------------------- | -------------------------------------- | ------ | ------ |
| 1957 | Frankfurt  | Patricia Bredin              | „All”                                  | 7      | 6      |
| 1959 | Cannes     | Pearl Carr și Teddy Johnson  | „Sing, Little Birdie”                  | 2      | 16     |
| 1960 | Londra     | Bryan Johnson                | „Looking High, High, High”             | 2      | 25     |
| 1961 | Cannes     | The Allisons                 | „Are You Sure?”                        | 2      | 24     |
| 1962 | Luxemburg  | Ronnie Carroll               | „Ring-A-Ding Girl”                     | 4      | 10     |
| 1963 | Londra     | Ronnie Carroll               | „Say Wonderful Things”                 | 4      | 28     |
| 1964 | Copenhaga  | Matt Monro                   | „I Love the Little Things”             | 2      | 17     |
| 1965 | Napoli     | Kathy Kirby                  | „I Belong”                             | 2      | 26     |
| 1966 | Luxemburg  | Kenneth McKellar             | „A Man Without Love”                   | 9      | 8      |
| 1967 | Viena      | Sandie Shaw                  | „Puppet on a String”                   | 1      | 47     |
| 1968 | Londra     | Cliff Richard                | „Congratulations”                      | 2      | 28     |
| 1969 | Madrid     | Lulu                         | „Boom Bang-a-Bang”                     | 1      | 18     |
| 1970 | Amsterdam  | Mary Hopkin                  | „Knock, Knock Who's There?”            | 2      | 26     |
| 1971 | Dublin     | Clodagh Rodgers              | „Jack in the Box”                      | 4      | 98     |
| 1972 | Edinburgh  | The New Seekers              | „Beg, Steal or Borrow”                 | 2      | 114    |
| 1973 | Luxemburg  | Cliff Richard                | „Power to All Our Friends”             | 3      | 123    |
| 1974 | Brighton   | Olivia Newton-John           | „Long Live Love”                       | 4      | 14     |
| 1975 | Stockholm  | The Shadows                  | „Let Me Be the One”                    | 2      | 138    |
| 1976 | Haga       | Brotherhood of Man           | „Save Your Kisses for Me”              | 1      | 164    |
| 1977 | Londra     | Lynsey de Paul și Mike Moran | „Rock Bottom”                          | 2      | 121    |
| 1978 | Paris      | Co-Co                        | „The Bad Old Days”                     | 11     | 61     |
| 1979 | Ierusalim  | Black Lace                   | „Mary Ann”                             | 7      | 73     |
| 1980 | Haga       | Prima Donna                  | „Love Enough for Two”                  | 3      | 106    |
| 1981 | Dublin     | Bucks Fizz                   | „Making Your Mind Up”                  | 1      | 136    |
| 1982 | Harrogate  | Bardo                        | „One Step Further”                     | 7      | 76     |
| 1983 | München    | Sweet Dreams                 | „I'm Never Giving Up”                  | 6      | 79     |
| 1984 | Luxemburg  | Belle and the Devotions      | „Love Games”                           | 7      | 63     |
| 1985 | Göteborg   | Vikki Watson                 | „Love Is”                              | 4      | 100    |
| 1986 | Bergen     | Ryder                        | „Runner in the Night”                  | 7      | 72     |
| 1987 | Bruxelles  | Rikki                        | „Only the Light”                       | 13     | 47     |
| 1988 | Dublin     | Scott Fitzgerald             | „Go”                                   | 2      | 136    |
| 1989 | Lausanne   | Live Report                  | „Why Do I Always Get it Wrong?”        | 2      | 130    |
| 1990 | Zagreb     | Emma                         | „Give a Little Love Back to the World” | 6      | 87     |
| 1991 | Roma       | Samantha Janus               | „A Message to Your Heart”              | 10     | 47     |
| 1992 | Malmö      | Michael Ball                 | „One Step Out of Time”                 | 2      | 139    |
| 1993 | Millstreet | Sonia                        | „Better the Devil You Know”            | 2      | 164    |
| 1994 | Dublin     | Frances Ruffelle             | „Lonely Symphony (We Will Be Free)”    | 10     | 63     |
| 1995 | Dublin     | Love City Groove             | „Love City Groove”                     | 10     | 76     |
| 1996 | Oslo       | Gina G                       | „Ooh Aah... Just a Little Bit”         | 8      | 77     |
| 1997 | Dublin     | Katrina and the Waves        | „Love Shine a Light”                   | 1      | 227    |
| 1998 | Birmingham | Imaani                       | „Where Are You?”                       | 2      | 166    |
| 1999 | Ierusalim  | Precious                     | „Say It Again”                         | 12     | 38     |
| 2000 | Stockholm  | Nicki French                 | „Don't Play That Song Again”           | 16     | 28     |
| 2001 | Copenhaga  | Lindsay                      | „No Dream Impossible”                  | 15     | 28     |
| 2002 | Tallinn    | Jessica Garlick              | „Come Back”                            | 3      | 111    |
| 2003 | Riga       | Jemini                       | „Cry Baby”                             | 26     | 0      |
| 2004 | Istanbul   | James Fox                    | „Hold On to Our Love”                  | 16     | 29     |
| 2005 | Kiev       | Javine Hylton                | „Touch My Fire”                        | 22     | 18     |
| 2006 | Atena      | Daz Sampson                  | „Teenage Life”                         | 19     | 25     |
| 2007 | Helsinki   | Scooch                       | „Flying the Flag (for You)”            | 22     | 19     |
| 2008 | Belgrad    | Andy Abraham                 | „Even If”                              | 25     | 14     |
| 2009 | Moscova    | Jade Ewen                    | „It's My Time”                         | 5      | 173    |
| 2010 | Oslo       | Josh Dubovie                 | „That Sounds Good To Me”               | 25     | 10     |
| 2011 | Düsseldorf | Blue                         | „I Can”                                | 11     | 100    |
| 2012 | Baku       | Engelbert Humperdinck        | „Love Will Set You Free”               | 25     | 12     |
| 2013 | Malmö      | Bonnie Tyler                 | „Believe in me"                        | 19     | 23     |
| 2014 | Copenhaga  | Molly Smitten-Downes         | „Children of the universe”             | 17     | 40     |
| 2015 | Viena      | Electro Velvet               | "Still In Love With You"               | 24     | 5      |
| 2016 | Stockholm  | Joe & Jake                   | "You're Not Alone"                     | 24     | 62     |
| 2017 | Kiev       | Lucie Jones                  | "Never Give Up On You"                 | 15     | 111    |
| 2018 | Lisabona   | SuRie                        | "Storm"                                | 24     | 48     |
| 2019 | Tel Aviv   | Michael Rice                 | "Bigger than Us"                       | 26     | 11     |
| 2020 | Rotterdam  | James Newman                 | "My Last Breath"                       | Anulat | Anulat |
| 2021 | Rotterdam  | James Newman                 | "Embers"                               | 26     | 0      |
| 2022 | Torino     | Sam Ryder                    | "Space Man"                            | 2      | 466    |
| 2023 | Liverpool  | Mae Muller                   | "I Wrote a Song"                       | 25     | 24     |
| 2024 | Malmö      | Olly Alexander               | "Dizzy"                                | 18     | 46     |
| 2025 | Basel      | Remember Monday              | "What the Hell Just Happened?"         | 19     | 88     |

## Gazdă
| An   | Oraș       | Amplasament                    | Prezentatori                                                   |
| ---- | ---------- | ------------------------------ | -------------------------------------------------------------- |
| 1960 | Londra     | Royal Festival Hall            | Katie Boyle                                                    |
| 1963 | Londra     | BBC Television Centre          | Katie Boyle                                                    |
| 1968 | Londra     | Royal Albert Hall              | Katie Boyle                                                    |
| 1972 | Edinburgh  | Usher Hall                     | Moira Shearer                                                  |
| 1974 | Brighton   | Brighton Dome                  | Katie Boyle                                                    |
| 1977 | Londra     | Wembley Conference Centre      | Angela Rippon                                                  |
| 1982 | Harrogate  | Harrogate International Centre | Jan Leeming                                                    |
| 1998 | Birmingham | National Indoor Arena          | Ulrika Jonsson și Terry Wogan                                  |
| 2023 | Liverpool  | Liverpool Arena                | Alesha Dixon, Hannah Waddingham, Iulia Sanina și Graham Norton |